# Bagni di Craveggia

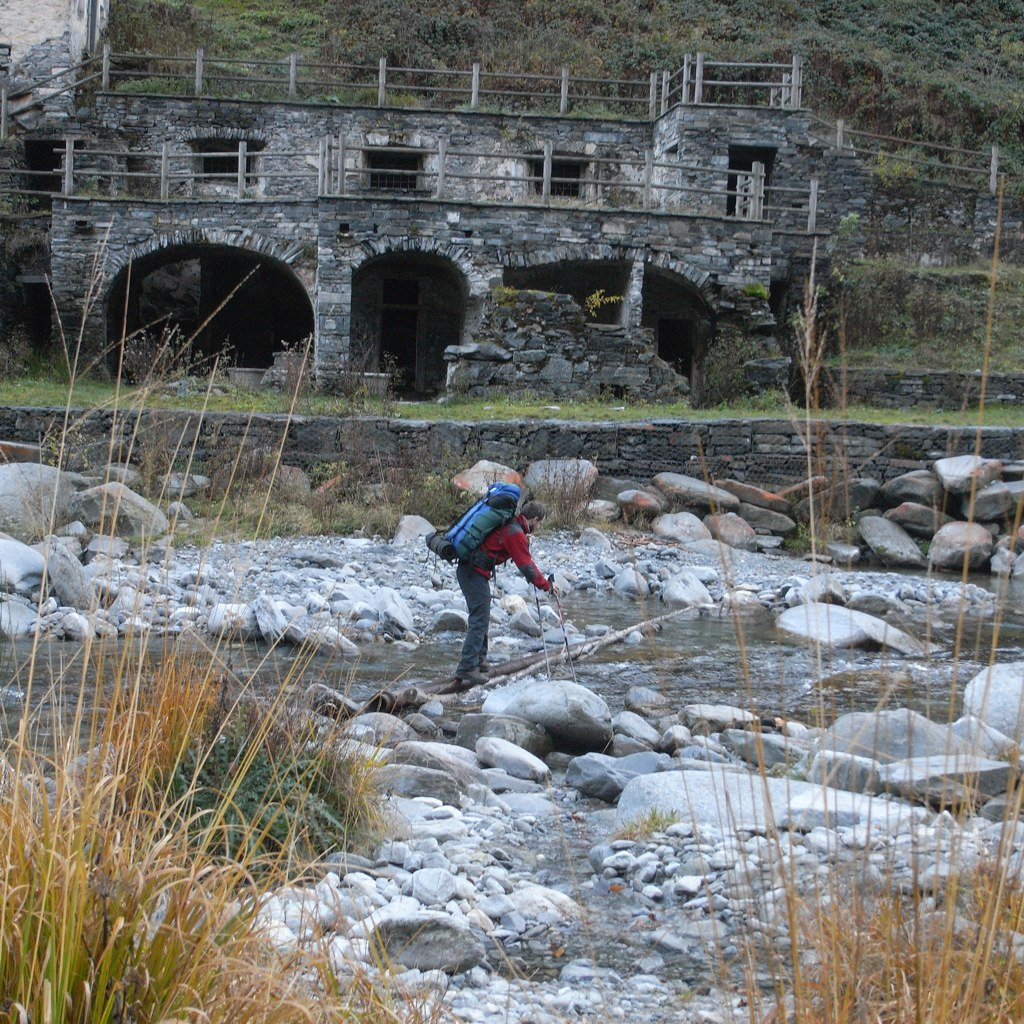
Bagni di Craveggia (2010)

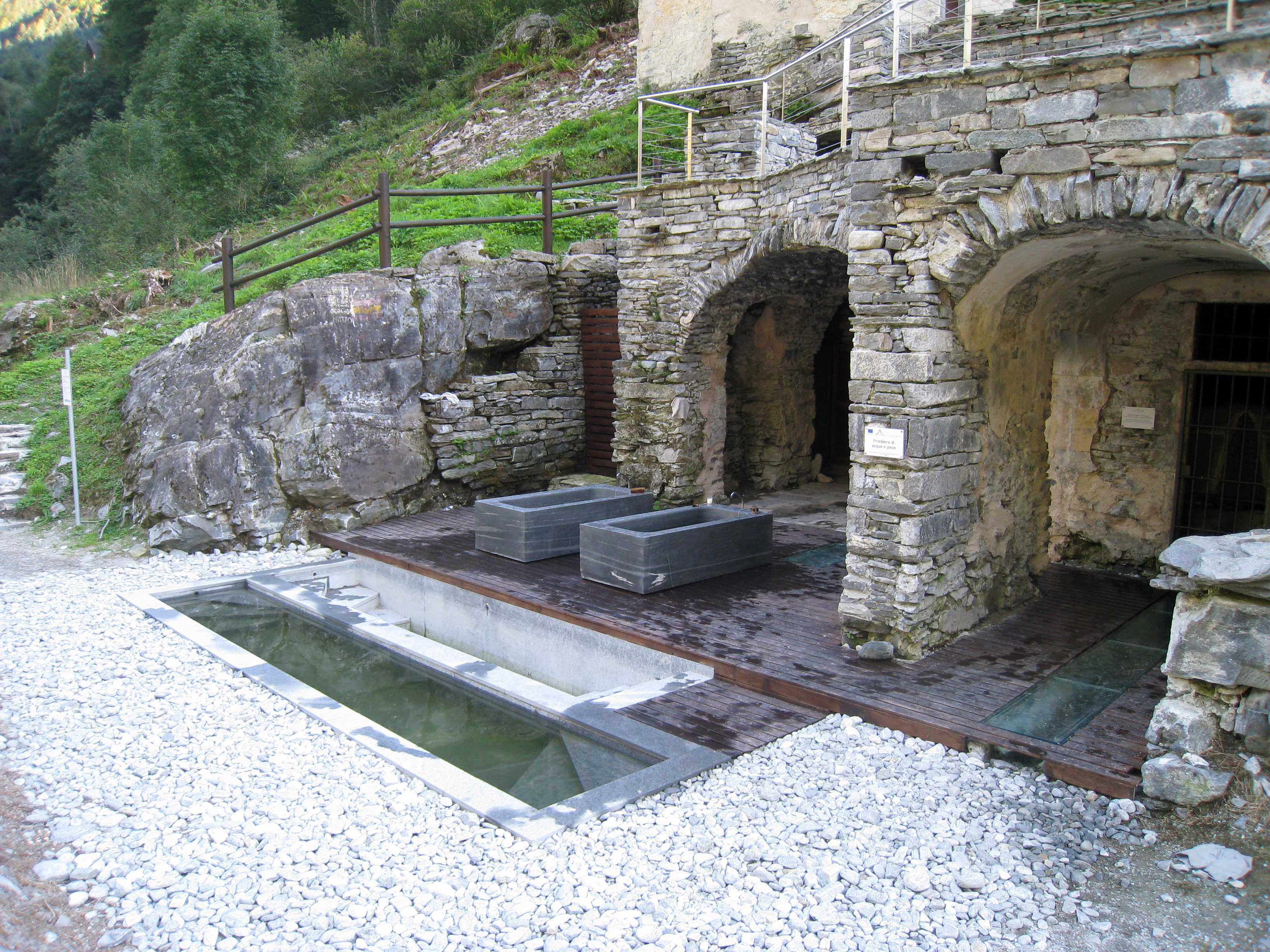
Neu erstelltes Fussbad und Badewannen (2015)

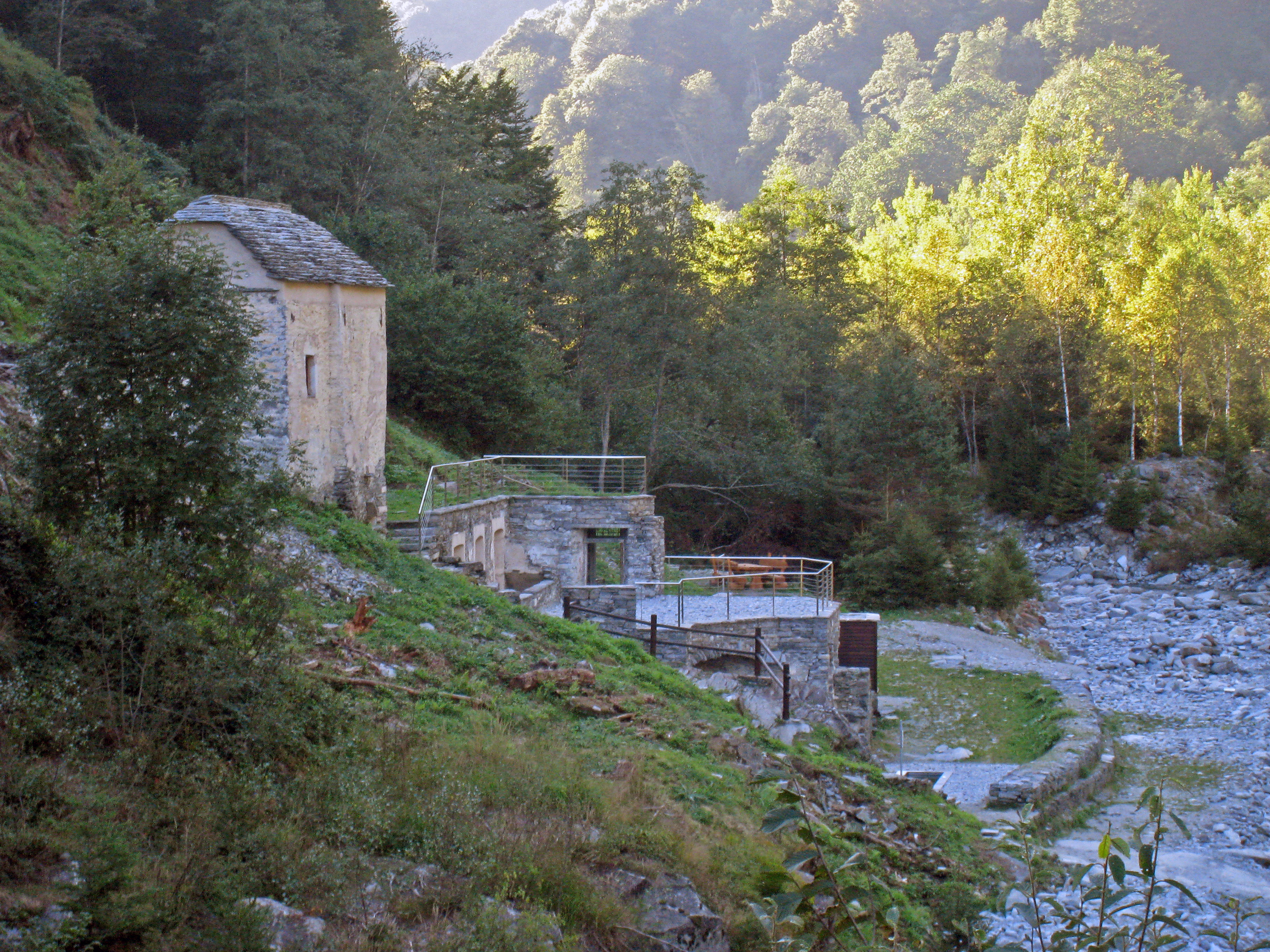
Bagni aus Blickrichtung der italienischen Zollkaserne (2015)

Die Bagni di Craveggia (deutsch «Bäder von Craveggia») sind die Ruinen eines früheren Kurbades in der italienischen Region Piemont, Provinz Verbano-Cusio-Ossola (VCO), etwa zwei Kilometer westsüdwestlich der Schweizer Ortschaft Spruga im Tessin. Die Thermalquelle hat eine Quelltemperatur zwischen 26,8 und 28 °C. Die Schüttung beläuft sich auf etwa 10 Liter pro Minute.

## Lage
Das ehemalige Kurbad befindet sich im italienischen Teil des Onsernonetals auf etwa 980 m s.l.m. am schmalen Südufer orographisch rechts des Isornos (in Italien inzwischen Rio dei Bagni und 1845 noch Torrente dell’Acqua Calda genannt) unmittelbar an der Grenze zur Schweiz. Das Bad gehört zur etwa sieben Kilometer Luftlinie südwestlich gelegenen Gemeinde Craveggia im Valle Vigezzo und ist seit Jahrhunderten deren Eigentum.
Wer keine vier- bis fünfstündige Bergtour aus dem Valle Vigezzo auf sich nehmen will, um die Bagni di Craveggia zu erreichen,:175 nimmt das Postauto bis zum Tessiner Dorf Spruga. Von dort führt eine mit Fahrverbot belegte Forststrasse in etwa 30 bis 45 Minuten Fussmarsch bis kurz vor die Grenze und die Bagni. Zuletzt über einen Wanderweg und eine kleine Brücke, vorbei an dem in der Landeskarte mit Ex Caserma Onsernone bezeichneten Gebäude, werden die Bagni erreicht.

## Thermalwasser
Im Bereich des früheren Kurbades fanden sich ursprünglich zwei gegenüberliegende, nur durch den Isorno getrennte Thermalquellen. Deren Thermalwasser unterschied sich insbesondere hinsichtlich der Temperatur, mit welcher es an die Oberfläche trat. Nach Annibale di Saluzzo  betrug die Wassertemperatur der Quelle orografisch links des Isorno, laut Veröffentlichung im Jahr 1845, 16 Grad Réaumur und bei der Quelle des Kurbades 22 Grad Réaumur,:175 was 27,5 Grad Celsius entspricht. Die Quelle links des Isorno wurde nicht für Anwendungen genutzt und wird schon seit Anfang des 20. Jahrhunderts nicht mehr erwähnt.
Di Saluzzo beschreibt das Wasser des Kurbades im Jahr 1845 als klar, geruchlos, mit einem säuerlich öligen Geschmack und sich seifig anfühlend, sowie die in einer Untersuchung in Paris im Jahr 1819 festgestellten gelösten Substanzen und gibt deren Gewicht mit insgesamt 337 mg/l an.:175
Bei der Quelle des Kurbades handelt es sich um eine so genannte «milde» oder «Semi-»Thermalquelle. Der so genannte TDS-Wert (Total Dissolved Solids), der die Menge aller gelösten Substanzen in Wasser, einschließlich Mineralien, Salze und organische Stoffe, bezeichnet, lag im Jahr 1999 bei 300 mg/l. Das Thermalwasser wird als ein Natriumsulfatwasser mit mittlerem TDS-Wert bezeichnet. Die PH-Werte belaufen sich auf 8,65 bis 9,45.

## Anwendungen
Das Wasser kann für Getränke- und Badekuren Anwendung finden. Di Saluzzo veröffentlichte 1845 für das Kurbad eine stündliche Schüttung von etwa 500 Litern (was täglich etwa 12000 Liter ausmachte), die für etwa 90 Vollbäder am Tag reichten. Er beschreibt das Wasser, soweit eingenommen, als harntreibend und die Verdauungsfunktionen «ordnend», und, als Bad angewendet, als «Weichmacher», der die Haut erweicht.:175

## Indikationen
Bei durch lange und chronische Krankheiten gestörten Verdauungsfunktionen soll das Wasser, nach di Saluzzo, auch bei «skrofulöser Ophthalmie, Lähmungen, chronischer Arthritis, Lymph- und Drüsentumoren, Herpes und anderen Hautkrankheiten» nützlich gewesen sein.:177

## Geschichte

### Frühe Erwähnungen
Die ursprünglich zwei Thermalquellen wurden erstmals indirekt in der Phrase flumen de aqua calida (auf Deutsch «Warmwasserfluss») am 11. Januar 1299 anlässlich einer in Toceno beurkundeten Landabtretung an die Locarneser Notabelnfamilie Orelli erwähnt. Die erste direkte Erwähnung findet sich in einem Dokument des Jahres 1352. Eine weitere Erwähnung folgte im Jahr 1406.
1770 wurde eine Kapelle errichtet; dies geschah offensichtlich auf Betreiben eines Dominikanerpaters, der jedes Jahr im Sommer zum Baden aus Mailand anreiste.

### Territoriale Zugehörigkeit
Das Gebiet gehörte jahrhundertelang zu der aus dem Hochmittelalter stammenden Comune di Onsernone, einem seit spätmittelalterlicher Zeit eidgenössischen Untertanengebiet (Ennetbirgische Vogteien). Von dieser Gemeinschaft wurden im hintersten Onsernonetal seit 1406 auf den Hochsommer begrenzte Weide- und entsprechende Durchgangsrechte an die Gemeinde Craveggia verliehen, aber weder z. B. das Holzschlagrecht in den Wäldern noch die Oberhoheit (bestätigt im Vertrag der beiden Gemeinden vom 31. Oktober 1767).

### Ehemaliges Thermalhotel und Zweiter Weltkrieg
1819 wurde an der der Gemeinde Craveggia gehörenden Thermalquelle ein vierstöckiges Hotel mit Thermaleinrichtungen, namentlich Badewannen aus Marmor, errichtet. Di Saluzzo berichtet 1845 «Vor kurzem wurde dort eine komfortable Anlage errichtet, die von Craveggia aus über eine ebenfalls vor kurzem gebaute Straße zu erreichen ist.»:177
Obwohl es sich um die einzige bedeutende Thermalquelle im Bereich des Ossolatals handelte, bremste der umständliche Zugang die Entwicklung des Thermalortes. So reisten die Thermalgäste in der Regel über Locarno in der Schweiz bis Comologno in achtstündiger Kutschenfahrt an, bevor sie auf einem Saumweg die letzten drei bis vier Kilometer mitsamt Gepäck auf Mulis oder zu Fuss zurücklegen mussten. Die von der Gemeinde Craveggia angestrebte Verlängerung der Strasse von Comologno bis zum Thermalbad fand bei den Tessiner Behörden erst in den 1930er-Jahren beschränktes Gehör, als der Fussweg zu einem Strässchen vierter Klasse ausgebaut wurde. 1881 brannte das Hotel nieder und wurde wieder aufgebaut. Der Kurbetrieb endete 1925 mit der endgültigen Schließung.:107
Im September und Oktober 1944 gehörte das Gebiet zur 40 Tage währenden Partisanenrepublik Ossola. Am 18. Oktober 1944 ereignete sich hier das so genannte Gefecht bei den Bagni di Craveggia zwischen flüchtenden Partisanen und ihren Verfolgern. Hieran erinnert ein am 3. August 2018 eingeweihter Gedenkstein (ital. cippo).
Im Lawinenwinter 1951 ging eine Lawine von Norden (Schweizer Seite) auf die Bagni nieder und zerstörte sie fast vollständig; einzig das Untergeschoss des Badgebäudes und die etwas höher gelegene Kapelle blieben stehen. Weitere Schäden entstanden anlässlich der Überschwemmungen von 1978.
Nach dem Abbruch eines seit Ende der 1990er-Jahre forcierten italienischen Wasserkraftprojekts, das den Bach bei den Bädern so gut wie trockengelegt und so den Ort abgewertet hätte, wurden im Rahmen des grenzüberschreitenden Regionalprojektes Frontiera di Acqua e Pace am 1. August 2015 zwei neue Becken (eines mit Wasser aus dem Bach und eines mit Thermalwasser) und zwei neue Wannen (mit Thermalwasser auffüllbar) eröffnet.